# Ichneumon pallens
Ichneumon pallens là một loài tò vò trong họ Ichneumonidae.